# Giez bydlęcy duży
Giez bydlęcy duży, giez bydlęcy, bydleń (Hypoderma bovis) – owad z rodziny gzowatych.
Długość 12–15 mm, ciało barwy ciemnożółtej, gęsto owłosione. Posiada szeroką głowę, ciemniejszą w porównaniu z resztą ciała. Narządy gębowe uległy całkowitemu uwstecznieniu. Na głowie krótkie trójczłonowe czułki. Skrzydła przezroczyste, przydymione na brązowo, delikatne, szerokie. Krótkie nogi zakończone przylgami i pazurkami. Odwłok pięcioczłonowy, krótki, zaokrąglony u samca. Pokładełko stosunkowo krótkie, barwy czarnej.
Larwy gzów bydlęcych są pasożytami bydła domowego. Czasami larwy mogą również rozwijać się u zebu, bawoła, owcy, kozy, konia, osła, a nawet u człowieka. Wywołują one schorzenie bydła noszące nazwę gzawicy lub też inaczej zwane hypodermatozą (z łaciny).
Giez jest powszechnie mylony z bąkiem bydlęcym, którego samice odżywiają się krwią i atakują również człowieka.

## Rozwój
Samica gza może zostać zapłodniona zaraz po wykluciu się z poczwarki i w godzinę po zapłodnieniu jest już zdolna do składania jaj. Samica składa nawet do 800 jaj. Samce po zapłodnieniu samic giną. Samice gzów bydlęcych siadają na skórze żywiciela i składają jaja wielkości około 1 mm, jednak aby gzy odbywały loty, muszą zaistnieć odpowiednie warunki atmosferyczne (bezwietrzna słoneczna pogoda, temperatura powietrza powyżej 18 stopni). Jaja są składane podczas lotu, po jednej sztuce. Przy pomocy pokładełka są przytwierdzane u nasady włosa. Zdarza się, że samica składa jaja, chodząc po żywicielu. Po złożeniu wszystkich jaj samica ginie. Samice składają jaja na całym ciele, jednak najczęściej na dolnych częściach tylnych kończyn, bokach, ogonie i na wymieniu.
Przejrzyste larwy I stadium wykluwają się po 4–7 dniach. Są długości 0,7 mm, posiadają 11 segmentów i są uzbrojone w kolce. Przedni segment zaopatrzony jest w otwór gębowy oraz 2 łukowate haki. W ostatnim segmencie znajdują się 2 tarcze przetchlinkowe. Po wykluciu się z jaja larwa pełza po włosie, do którego było przyczepione jajo, w kierunku skóry. Następnie za pomocą narządów gębowych, haków i przy wydatnej pomocy enzymów histolitycznych wnika przez skórę do tkanki podskórnej. Proces czynnego pokonywania bariery skórnej przez larwę trwa około 1,5 godziny. Po wniknięciu pod skórę larwa rozpoczyna wędrówkę do kanału kręgowego wzdłuż powięzi splotów nerwowo-naczyniowych, która trwa 3 do 4 miesięcy. Następnie larwy usadawiają się w tkance tłuszczowej nadoponowej na okres 3–5 miesięcy.
Po tym okresie larwy wydostają się z kanału kręgowego i wędrują wzdłuż grzbietowych gałązek nerwów rdzeniowych pod skórę grzbietu w okolicy lędźwiowej. Tam też osiedlają się i po około tygodniu linieją, przekształcając się w larwy II stadium, które oddychają powietrzem atmosferycznym. W związku z tym larwy przebijają skórę żywiciela, tworząc otwór, wykonują obrót w ten sposób, aby ich tylny koniec zaopatrzony w przetchlinki znalazł się przy tym otworze. Larwy II stadium są długości 10–16 mm, składają się z 11 segmentów i są koloru białego. Wokół larw II stadium organizm żywiciela tworzy łącznotkankową torebkę, manifestującą się na powierzchni skóry w postaci guza osiągającego wielkość orzecha włoskiego.
Larwa po pobycie pod skórą trwającym około 27 dni linieje po raz drugi, przekształcając się w larwę III stadium. Larwy te w ciągu następnych około 40 dni rosną do długości 30 mm i szerokości około 14 mm. Larwy te mają przy tym kształt baryłkowaty z poprzecznymi i podłużnymi bruzdami. W miarę dojrzewania larwy zabarwienie jej się zmienia, przechodząc w kolor ciemnobrunatny lub nawet czarny, zaś ich powłoki zewnętrzne twardnieją.
Po zakończeniu wzrostu larwy wydostają się na zewnątrz, powiększając otwór. Spadają na ziemię i zagrzebują się w powierzchownej warstwie gleby. Po zakopaniu się zaczyna się przepoczwarczać, co trwa 12 do 36 godzin. Stadium poczwarki trwa od 2 do 12 tygodni. Imago opuszcza poczwarkę rano, w słoneczne dni. Z powodu uwstecznionych narządów pokarmowych żyje krótko (do kilku dni). Całkowity okres rozwoju gza bydlęcego trwa w przybliżeniu jeden rok.